# Lijst van monumenten op Sint Maarten
Onderstaande lijst geeft een overzicht van de monumenten op Sint Maarten.
De lijst is niet volledig vanwege de onduidelijke status van monumenten zonder naam.

## Cul de Sac
Cul de Sac heeft de volgende monumenten:
| Nr. | Object                             | Afbeelding | Coördinaten                  | Opmerkingen                       |
| --- | ---------------------------------- | ---------- | ---------------------------- | --------------------------------- |
|     | Plantage Mary’s Fancy              |            | 18° 2' 30" NB, 63° 3' 47" WL |                                   |
|     | Plantage Ebenezer                  |            | 18° 3' 9" NB, 63° 1' 59" OL  |                                   |
|     | Nederlands Hervormde Begraafplaats |            | 18° 2' 8" NB, 63° 3' 58" WL  |                                   |
|     | Emilio Wilson Estate               |            | 18° 2' 34" NB, 63° 3' 51" WL | Plantage dateert uit de 17e eeuw. |

## Little Bay
Little Bay heeft de volgende monumenten:
| Nr. | Object         | Afbeelding | Coördinaten                  | Opmerkingen |
| --- | -------------- | ---------- | ---------------------------- | ----------- |
|     | Fort Willem I  |            | 18° 1' 32" NB, 63° 3' 38" WL |             |
|     | Fort Amsterdam |            | 18° 0' 53" NB, 63° 3' 35" WL |             |

## Lower Prince's Quarter
Lower Prince's Quarter heeft de volgende monumenten:
| Nr. | Object               | Afbeelding | Coördinaten                 | Opmerkingen |
| --- | -------------------- | ---------- | --------------------------- | ----------- |
|     | Madame Estate        |            |                             |             |
|     | Plantage Bishop Hill |            |                             |             |
|     | Union Farm Estate    |            |                             |             |
|     | Plantage Bethlehem   |            |                             |             |
|     | Plantage Belvédère   |            | 18° 1' 0" NB, 63° 2' 27" WL |             |

## Philipsburg
Philipsburg heeft de volgende monumenten:
| Nr. | Object                            | Afbeelding | Coördinaten                  | Opmerkingen                                                                                          |
| --- | --------------------------------- | ---------- | ---------------------------- | --- |
|     | Foga Zoutfabriek                  |            |                              | Fabriek uit 1862.                                                                                    |
|     | Sweet Repose/Sister Borgia School |            | 18° 1' 28" NB, 63° 2' 40" WL | |
|     | Pasanggrahan                      |            | 18° 1' 19" NB, 63° 2' 35" WL | Voormalig gasthuis van de overheid                                                                   |
|     | Gerechtsgebouw                    |            | 18° 1' 26" NB, 63° 2' 45" WL | Nationaal symbool dat in de vlag van Sint Maarten voorkomt. In gebruik door het constitutioneel hof. |
|     | Guavaberry Emporium               |            | 18° 1' 19" NB, 63° 2' 33" WL | Een fabriekswinkel uit de jaren 1830 die door een vruchtenlikeurfabriek wordt gebruikt.              |
|     | St. Josephklooster                |            |                              | |
|     | St. Josephschool                  |            | 18° 1' 30" NB, 63° 2' 51" WL | |
|     | Rink House                        |            | 18° 1' 23" NB, 63° 2' 41" WL | |
|     | Sint-Martinus van Tourskerk       |            | 18° 1' 30" NB, 63° 2' 51" WL | |
|     | Methodistenkerk                   |            | 18° 1' 28" NB, 63° 2' 51" WL | |
|     | Pastorie van de Methodistenkerk   |            |                              | |
|     | L'Escargot                        |            | 18° 1' 28" NB, 63° 2' 53" WL | Een van de bekendste restaurants van Sint Maarten.                                                   |
|     | Oranje School                     |            | 18° 1' 29" NB, 63° 2' 54" WL | |
|     | Het Witte Huis                    |            | 18° 1' 30" NB, 63° 2' 51" WL | |
|     | De Weever Huis                    |            | 18° 1' 27" NB, 63° 2' 51" WL | |
|     | Zoutpakhuis                       |            | 18° 1' 26" NB, 63° 2' 44" WL | |
|     | Van Putten Huis                   |            | 18° 1' 30" NB, 63° 3' 0" WL  | |

## Simpson Bay
Simpson Bay heeft de volgende monumenten:
| Nr. | Object                           | Afbeelding | Coördinaten | Opmerkingen |
| --- | -------------------------------- | ---------- | ----------- | ----------- |
|     | Simpson Bay Oude brug            |            |             |             |
|     | Simpson Bay Overheidswaterkelder |            |             |             |
|     | St. Petrus Gonzaleskapel         |            |             |             |

## Upper Prince's Quarter
Upper Prince's Quarter heeft de volgende monumenten:
| Nr. | Object                | Afbeelding | Coördinaten                 | Opmerkingen                                                         |
| --- | --------------------- | ---------- | --------------------------- | ------------------------------------------------------------------- |
|     | Vineyard Estate       |            | 18° 1' 14" NB, 63° 2' 0" WL | Kopie van een landhuis in Martha's Vineyard in de Verenigde Staten. |
|     | Sint Peter's Batterij |            | 18° 1' 0" NB, 63° 2' 27" WL |                                                                     |